# Yoshino (Yamagata)
Pour les articles homonymes, voir Yoshino.

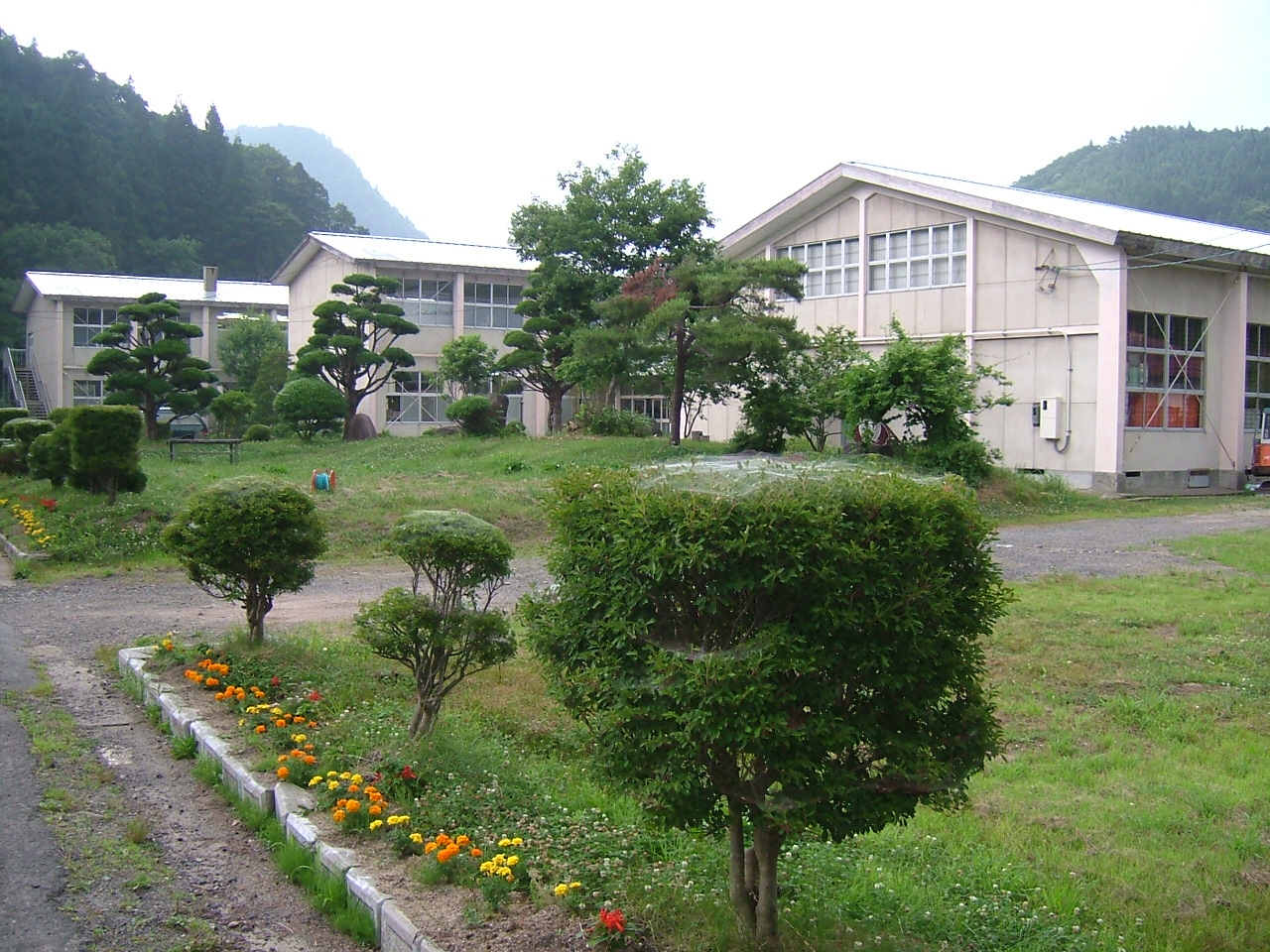
Lycée de Yoshino, cité de Nanyo

Yoshino (吉野) est une zone située de la partie nord de la ville de Nan'yo dans la préfecture de Yamagata au nord de l'île de Honshu au Japon.
En 2005, la population s'élevait à 935 habitants.
Yoshino est un bon exemple de l'exode rural au Japon. Il y a 50 ans, beaucoup de gens étaient employés dans les mines ou dans l'industrie forestière, la population était au-dessus de 3 600 habitants, et la zone possédait même un cinéma. L'industrie forestière est devenue graduellement moribonde et la mine ferma en 1974.
La population s'effrita également à la fin des années 1990 quand la Route Nationale 5 fut construite à travers Yoshino. Beaucoup de maisons furent démolies, et beaucoup de familles déménagèrent dans les zones avoisinantes telles que Akayu ou Miyauchi.
Cependant la communauté restante est restée soudée et dans un effort de préserver l'esprit de la communauté, les habitants ont relancé le festival annuel du temple Kumano, et ont créé de nombreuses associations sportives et culturelles.
Kotaki abrite les chutes de Kuguritaki (潜り滝).